# Brebber
Brebber ist ein Ortsteil der Gemeinde Asendorf im niedersächsischen Landkreis Diepholz.

## Geographie und Verkehrsanbindung
Der Ort liegt südöstlich des Kernortes Asendorf an der B 6. 

## Sehenswürdigkeiten
In der Liste der Baudenkmale in Asendorf sind für Brebber sechs Baudenkmale aufgeführt:
- Wohn-/Wirtschaftsgebäude, Stall und Backhaus (Ehrenbruch 3)
- Wohn-/Wirtschaftsgebäude (Ehrenbruch 1)
- Scheune (Im Dorfe)
- Speicher (Im Dorfe 4)